# オルゲイ県
オルゲイ県は、モルドバ中部の県。ルーマニア語での発音によりオルヘイ県とも呼ばれる。県都はオルゲイ。
2012年の人口は12万5800人。

## 歴史
同地域には石器時代から人が住んでいた。

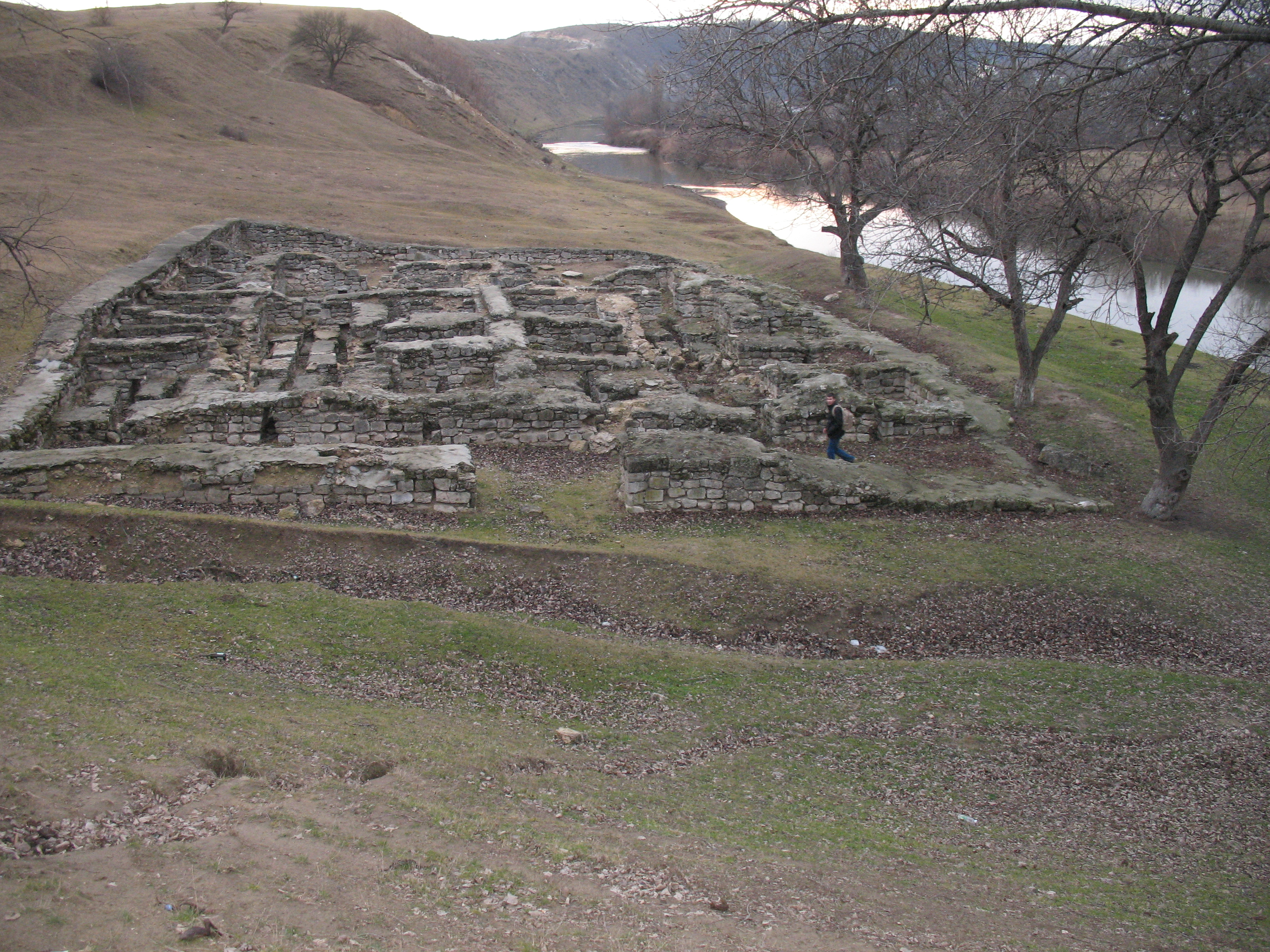
ジョチ・ウルス浴場遺跡

紀元前8世紀、現在のトゥレブジェニ近郊のゲタイに古代都市が建設される。
紀元前2世紀、ゲルマン民族（バスタルナエ）の侵入によってゲタイは放棄された。
12世紀、中世様式の要塞がゲタイ近郊に建設された。
14世紀、ジョチ・ウルスがこの地域を占領し、シェフル・アル・ジェディドゥと名付けた。そこから1363年から1365年、アブドゥッラー・ハン王はシェフル・アル・ジェディドゥに居住した。しかし14世紀末、ジョチ・ウルスは排除され帝国は衰退することとなった。
シュテファン3世時代、オルゲイは整備され県都となった。
16世紀中盤、古い都市は放棄され北西に15kmの現在の位置に移動した。そして石の要塞は破壊された。
1600年頃、イエレミア・モヴィラ王子は都市の再建に失敗した。
1665年、洞窟修道院が建設された。
1773年、ヴァティシ近郊にチュルチ修道院が建設された。
1812年、ブカレスト条約の結果、現在のオルゲイ県地域を含むベッサラビアはロシア帝国に割譲される。これに伴い、ベッサラビア県が設けられオルゲイ郡が設置された。
1918年、ロシア革命によってベッサラビアは地域そのものが独立する形でルーマニア王国へ統合される。それにより、同王国から土地区画整理をされた上でオルゲイ郡が再び設置された。
1940年、独ソ不可侵条約の結果、ベッサラビアはソ連に占領されることとなった。
1991年、モルドバが独立し、オルゲイ郡が再度設置された。
2003年、行政区分の変更によりオルゲイ群が廃止され、現在のオルゲイ県が設置された。

## 地理

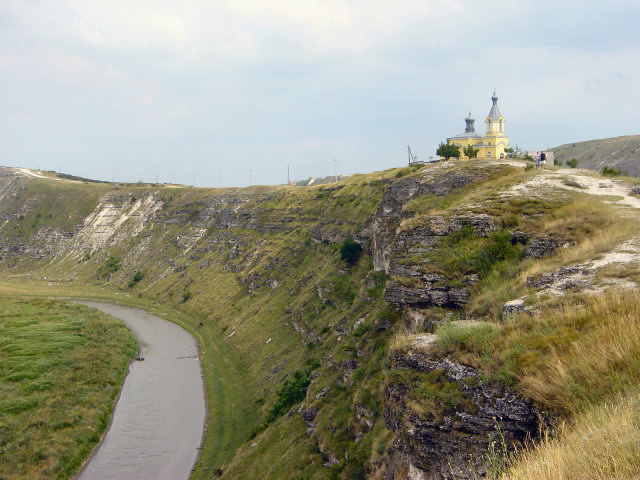
古オルゲイ

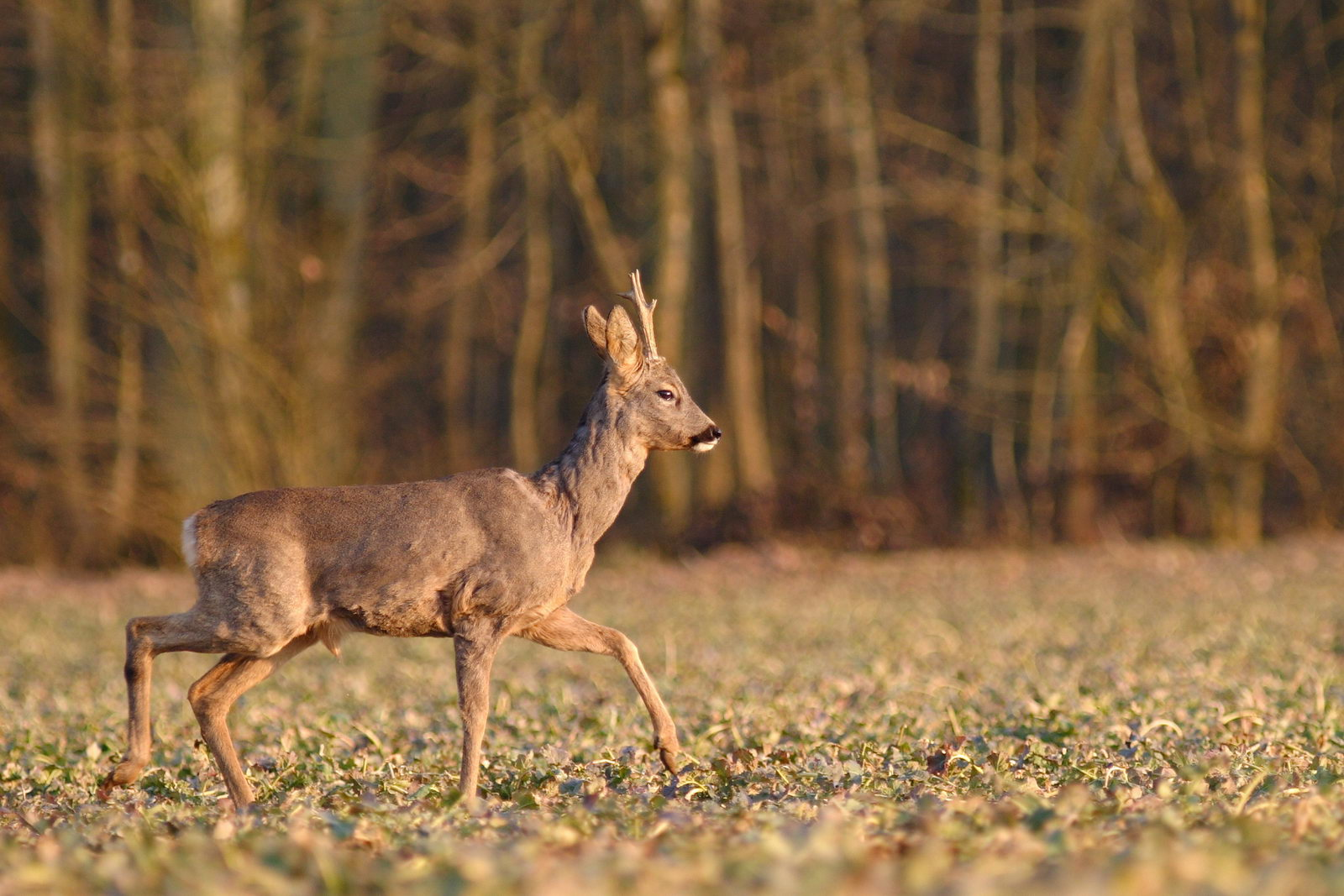
オルゲイ県の鹿

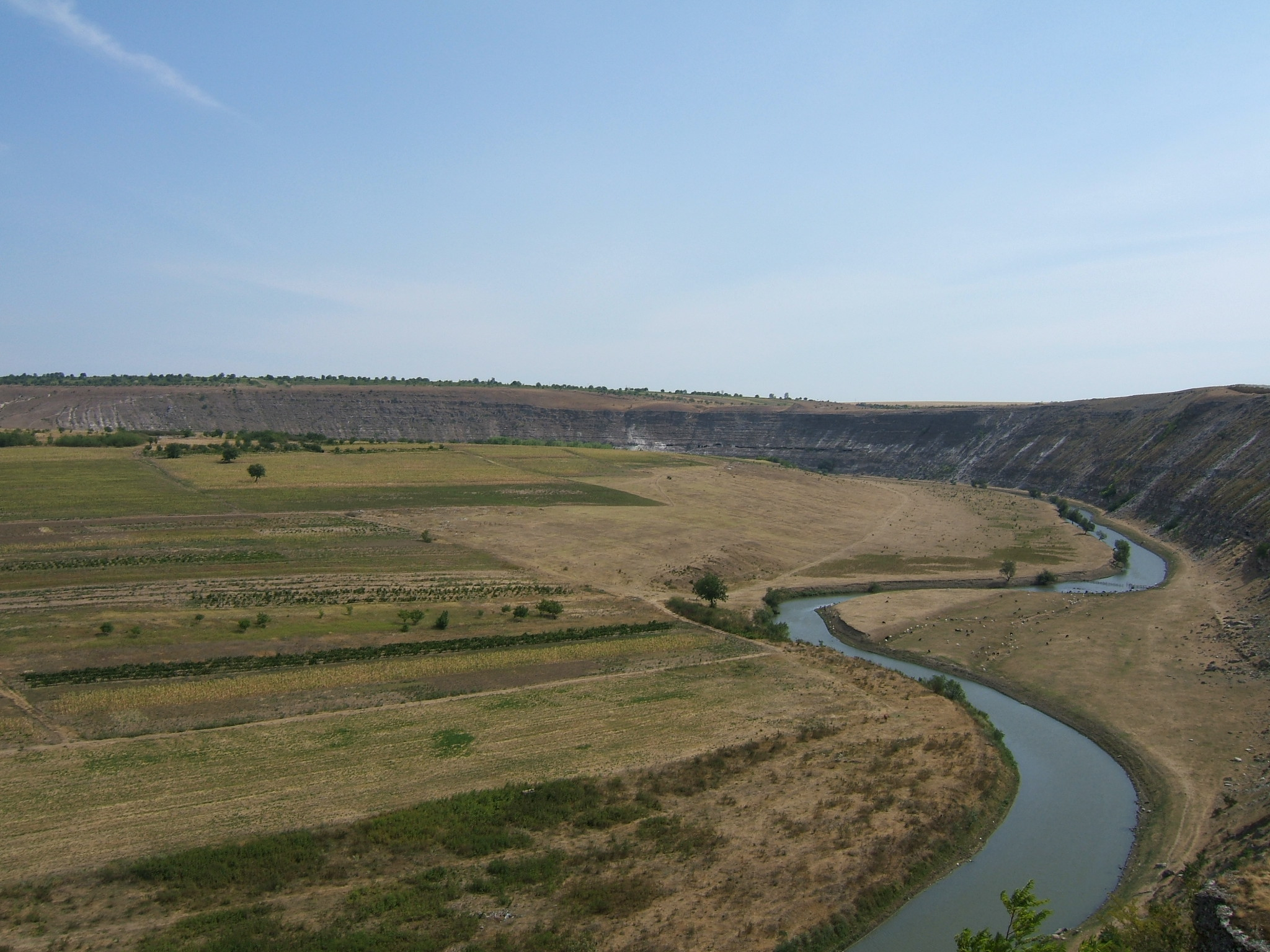
ラウトゥ川

オルゲイ県はモルドバ中央部に位置する。北から時計回りにレジナ県、沿ドニエストル地域、ドゥベサリ県、クリウレニ県、ストラセニ県、カララシ県、テレネシュティ県に接する。

## 民族
| 民族         | 人口    | %*     |
| ------------ | ------- | ------ |
| モルドバ人   | 108,722 | 93.51% |
| ウクライナ人 | 4,520   | 3.89%  |
| ロシア人     | 2,216   | 1.91%  |
| ロマ         | 221     | 0.19%  |
| ガガウズ人   | 113     | 0.10%  |
| ブルガリア人 | 90      | 0.08%  |
| その他       | 389     | 0.34%  |

## 宗教

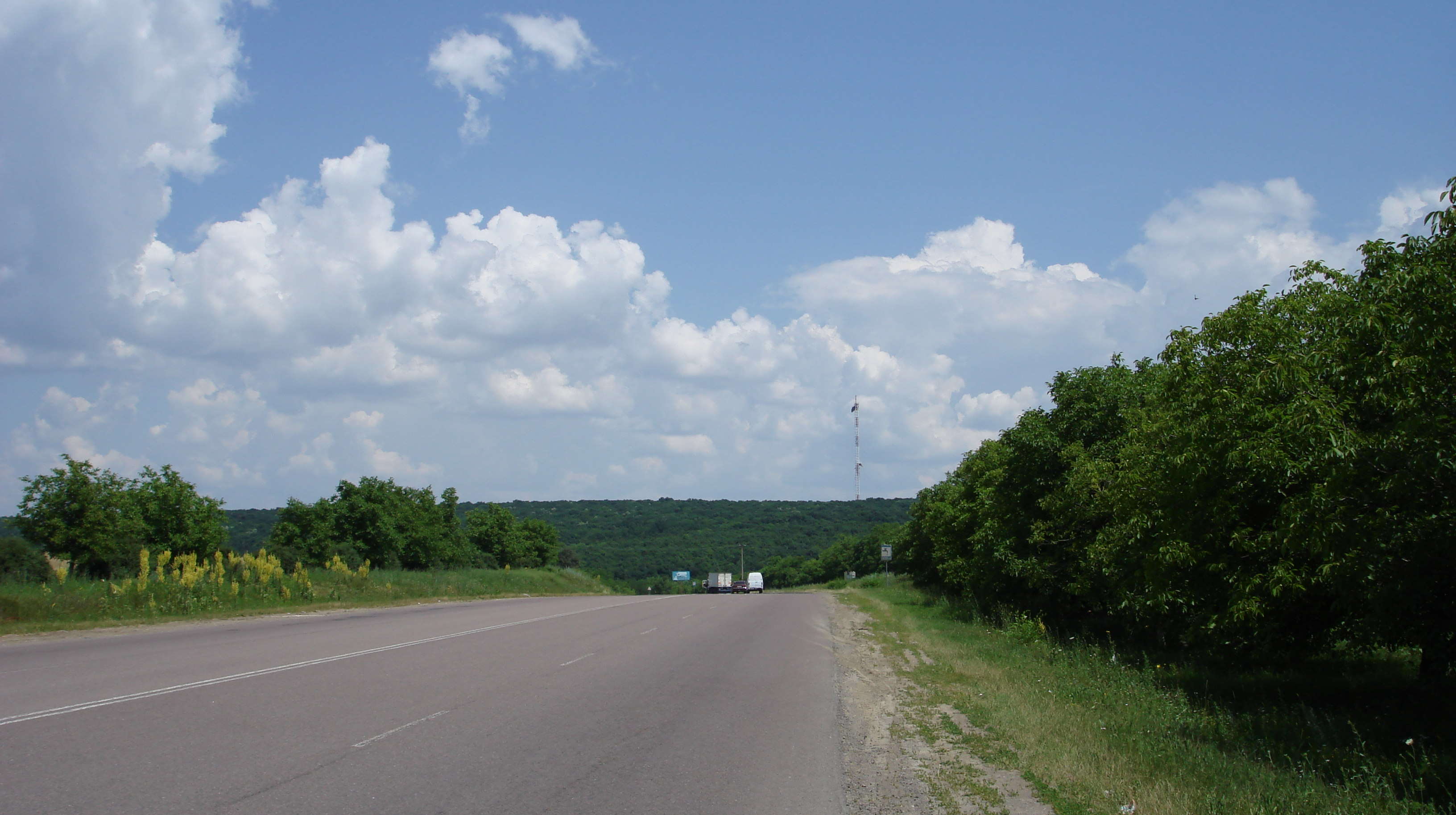
オルゲイ県の道路

- キリスト教 - 98.4%
  - 東方正教会 - 97.6%
  - プロテスタント - 0.8%
- その他 - 1.2%
- 無宗教 - 0.4%

## 政治
2010年11月28日の県議会選挙の結果
- 第1党：モルドバ自由民主党（37.5%）
- 第2党：モルドバ共和国共産党（24.3%）
- 第3党：モルドバ民主党（17%）